# ميجان دودز
ميجان دودز (بالإنجليزية: Megan Dodds)‏ (و. 1970  م) هي كاتبة سيناريو، وممثلة مسرحية، وممثلة تلفزيونية، وممثلة أفلام أمريكية، ولدت في ساكرامنتو، كاليفورنيا.

## التعليم
تعلمت في مدرسة جوليارد.

## وصلات خارجية
- ميجان دودز على موقع IMDb (الإنجليزية)
- ميجان دودز على موقع ألو سيني (الفرنسية)
- ميجان دودز على موقع أول موفي (الإنجليزية)
- ميجان دودز على موقع قاعدة بيانات برودواي على الإنترنت (الإنجليزية)
- ميجان دودز على موقع قاعدة بيانات الأفلام السويدية (السويدية)
- ميجان دودز على موقع قاعدة بيانات الفيلم (الإنجليزية)
- ميجان دودز على موقع كينوبويسك (الروسية)